# Мемаронек (селище, Нью-Йорк)
Мемаронек (англ. Mamaroneck) — селище (англ. village) в США, в окрузі Вестчестер штату Нью-Йорк. Населення — 20 151 особа (2020).

## Географія
Мемаронек розташований за координатами 40°56′4″ пн. ш. 73°43′36″ зх. д. / 40.93444° пн. ш. 73.72667° зх. д. (40.934435, -73.726644).  За даними Бюро перепису населення США в 2010 році селище мало площу 17,03 км², з яких 8,21 км² — суходіл та 8,82 км² — водойми.

## Демографія
Згідно з переписом 2010 року, у селищі мешкало 18 929 осіб у 6998 домогосподарствах у складі 4707 родин. Густота населення становила 1111 осіб/км².  Було 7512 помешкання (441/км²).
Расовий склад населення:
| - 76,8 % — білих - 4,9 % — азіатів - 4,1 % — чорних або афроамериканців - 0,3 % — корінних американців - 0,1 % — вихідців з тихоокеанських островів - 10,9 % — осіб інших рас |

До двох чи більше рас належало 3,1 %. Частка іспаномовних становила 24,3 % від усіх жителів.
За віковим діапазоном населення розподілялося таким чином: 24,1 % — особи молодші 18 років, 60,8 % — особи у віці 18—64 років, 15,1 % — особи у віці 65 років та старші. Медіана віку мешканця становила 40,0 року. На 100 осіб жіночої статі у селищі припадало 95,1 чоловіків;  на 100 жінок у віці від 18 років та старших — 90,7 чоловіків також старших 18 років.
Середній дохід на одне домашнє господарство  становив 146 535 доларів США (медіана — 82 035), а середній дохід на одну сім'ю — 185 779 доларів (медіана — 112 902). Медіана доходів становила 80 616 доларів для чоловіків та 56 065 доларів для жінок. За межею бідності перебувало 8,5 % осіб, у тому числі 8,6 % дітей у віці до 18 років та 4,5 % осіб у віці 65 років та старших.
Цивільне працевлаштоване населення становило 9560 осіб. Основні галузі зайнятості: освіта, охорона здоров'я та соціальна допомога — 23,0 %, науковці, спеціалісти, менеджери — 17,8 %, фінанси, страхування та нерухомість — 11,0 %, мистецтво, розваги та відпочинок — 8,5 %.